# Hunts Point (Washington)
Hunts Point es un pueblo ubicado en el condado de King en el estado estadounidense de Washington. En el año 2000 tenía una población de 443 habitantes y una densidad poblacional de 585,6 personas por km².

## Geografía
Hunts Point se encuentra ubicada en las coordenadas 47°38′12″N 122°13′50″O / 47.63667, -122.23056.

## Demografía
Según la Oficina del Censo en 2000 los ingresos medios por hogar en la localidad eran de $179.898, y los ingresos medios por familia eran $200.000. Los hombres tenían unos ingresos medios de $100.000 frente a los $40.417 para las mujeres. La renta per cápita para la localidad era de $113.816. Alrededor del 1,1% de la población estaban por debajo del umbral de pobreza.